# Stora muren Herkules - Norra kronan
Stora muren Herkules - Norra kronan är en gigantisk superstruktur av galaxer, ett  galaxfilament, som har en längd på över 10 miljarder ljusår. Detta är den största struktur människan känner till inom observerbara universum. Som en jämförelse är avståndet mellan Vintergatan och Andromedagalaxen knappt 3 miljoner ljusår, det vill säga 3 500 gånger mindre än storleken på Stora muren Herkules-Norra kronan.
Muren är belägen i riktning mot stjärnbilderna Herkules och Norra kronan, och upptäcktes i november 2013.
Enligt standardmodellen för universums utveckling bildas och följer strukturer som Stora muren Herkules-Norra kronan längs nätliknande trådar av mörk materia. I denna storskaliga bild antar man att den mörka materian dikterar universums struktur. Den mörka materian attraherar baryonisk materia, och det är denna "normala" materia som astronomer ser formas till långa tunna murar av supergalaxhopar.